# Stazione di Bondeno
La stazione di Bondeno è una stazione ferroviaria della linea Suzzara-Ferrara, a servizio del comune di Bondeno.
La gestione delle infrastrutture è di competenza di Ferrovie Emilia Romagna (FER).

## Storia

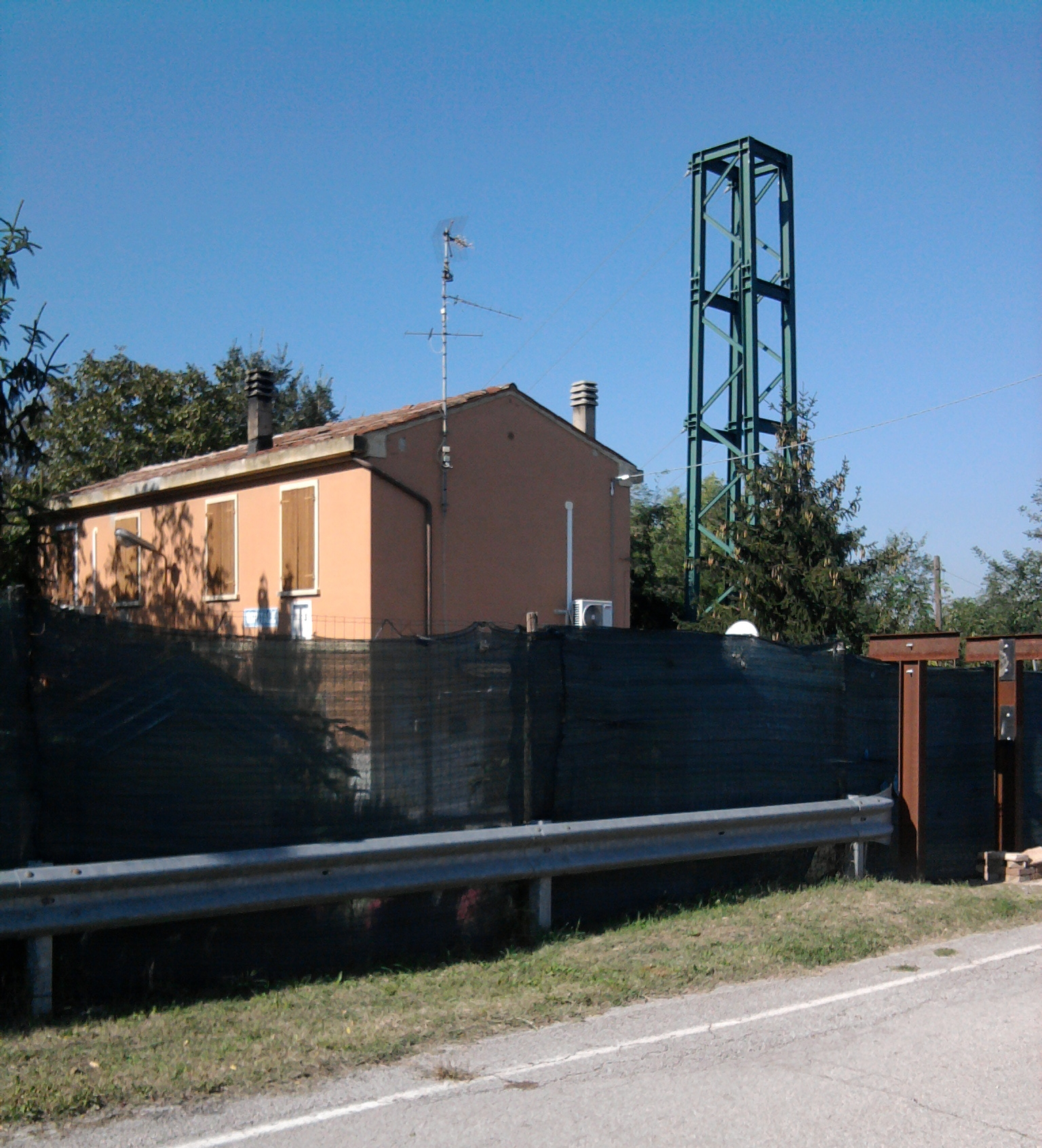
La vecchia fermata di Ospitale di Bondeno, ormai in disuso e ceduta a privati

L'odierno impianto fu aperto nel settembre 1999, nei pressi della zona industriale di Bondeno, assieme alla rettifica di tracciato che escludeva la precedente stazione e la fermata di Ospitale di Bondeno.
La stazione originaria si trovava circa 200 metri più a sud dell'attuale, ai margini del centro cittadino, ed è attualmente impiegata come deposito per l'accantonamento di alcune automotrici di FER. Fu aperta all'esercizio nel 1888, assieme al tracciato tra Sermide e Ferrara.
Al 10 agosto 2025 la stazione originaria risulta demolita, restano due vecchi locomotori e sono apparse bisarche porta auto. Contestualmente dalla parte opposta della strada è sorto un maxi piazzale contenente auto di piccole e medie dimensioni.

## Strutture ed impianti
Il piazzale è dotato di tre binari i cui marciapiedi sono protetti da pensiline.

## Movimento
La stazione è servita dai treni regionali delle relazioni Suzzara-Ferrara e Sermide-Ferrara. I treni sono svolti da Trenitalia Tper nell'ambito del contratto di servizio stipulato con la regione Emilia-Romagna.
Nei giorni festivi la stazione è servita da sei coppie di autocorse Suzzara-Ferrara.
A novembre 2019, la stazione risultava frequentata da un traffico giornaliero medio di circa 311 persone (135 saliti + 176 discesi).
I servizi merci e le manovre nello scalo sono svolti a cura di Dinazzano Po.